# 50. Infanterie-Division (Wehrmacht)

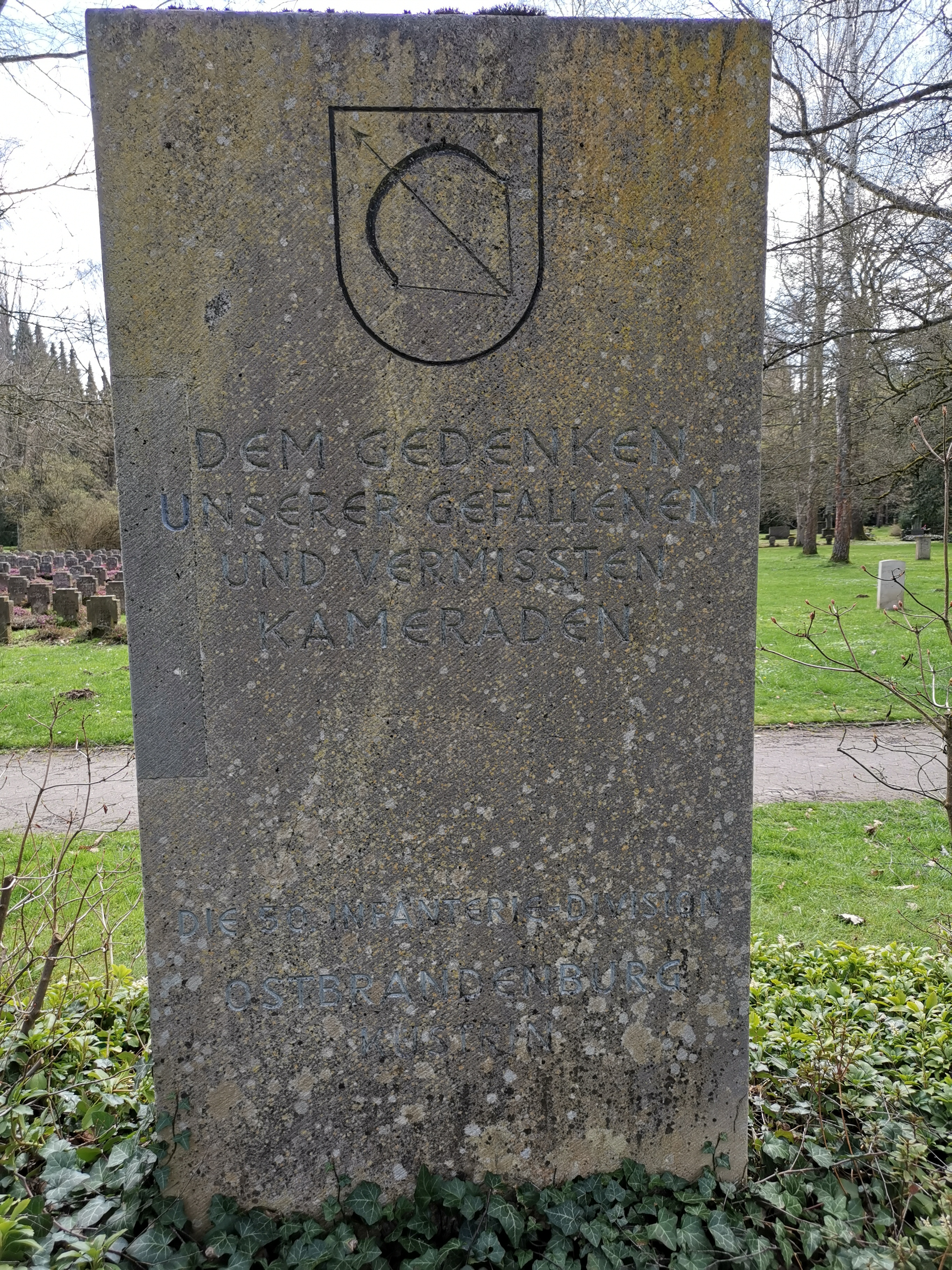
Divisionsdenkmal Ehrenfriedhof in Göttingen

Die 50. Infanterie-Division war ein Großverband des Heeres der deutschen Wehrmacht im Zweiten Weltkrieg.

## Geschichte

### Aufstellung
Ursprünglich war sie als Teil der 2. Aufstellungswelle vorgesehen, wurde die Division am 26. August 1939 wurde die 50. ID von der Grenzkommandantur Küstrin gebildet. Damit gilt sie formell noch als „Friedensdivision“, die in der 1. Aufstellungswelle formiert wurde. Der Ursprung sind die Grenz-Infanterie Regimenter, Maschinengewehr-Bataillone und Artillerie Abteilungen der Grenzkommandanturen.
Die Divisionstruppen wurden personell aus den Grenz-Infanterie-Regimentern 121, 122 und 123, der Grenz-Artillerie-Abteilung 101, dem Grenz-Pionier Bataillon 71 der 1./Grenz-Nachrichten Abteilung 71 und der Festungs-Inspektion III gebildet. Die Umgliederung zur Infanterie-Division erfolgte als Teil der Mobilmachungsvorbereitung durch Befehl des Oberkommandos des Heeres (OKH). Ergänzend gab es die Kleinen Kraftwagenkolonnen 321, 322, 323, das Verpflegungsamt 312, die Bäckerei-Kompanie 618, die Schlächterei-Kompanie 629, das Feldlazarett 504, die 2./ Kranken-Kraftwagen-Kompanie 355, den Feldgendamerie-Trupp 312 und das Feldpostamt 312.
Per 26. August galt folgende Struktur:
- Divisionsstab 50. ID in Küstrin
- Infanterie-Regiment 121 in Crossen und Tibor-Lager
- Infanterie-Regiment 122 in Meseritz und Regenbogen-Lager
- Infanterie-Regiment 123 in Schwerin a.d. Warthe
- Artillerie-Regiment 101 in Crossen und auf dem Truppenübungsplatz Jüterbog
- Pionier-Bataillon 71 in Tibor-Lager
- Nachrichten-Abteilung 71 in Frankfurt a.d. Oder
- Nachschubtruppen 354 verteilt

### Polenfeldzug
Die Bereitstellung der 50. ID für den Angriff auf Polen lag im Raum Deutsch-Krone. Nach dem Durchbruch durch die polnischen Grenzstellungen stieß der Verband in Richtung Bromberg vor und erreichte die Stadt. Der weitere Vorstoß führte zwischen den Städten Thorn und Hohensalza in die Gegend nördlich von Kutno, wo schwere Kämpfe folgten.
Nach dem Abschluss der Kampfhandlungen in Polen verlegte die Division in die Heimatgarnisonen.

### Umgliederung 1939
Nach Abschluss des Feldzug erfolgte am 24. Oktober 1939 eine Umgliederung. Die nach der ersten Umgliederung von der Grenz Division übrig gebliebenen Regimenter Crossen, Meseritz und Schwerin wurden in die bestehenden Infanterie Regimenter eingegliedert. Zusätzlich wurde je Regiment eine Infanteriegeschütz-Kompanie und eine Maschinengewehr-Kompanie aufgestellt. Auch die bisher fehlende Panzerabwehr Abteilung und eine Radfahr-Schwadron wurden gebildet. Die Aufstellung der neuen Einheitsteile erfolgte durch die Wehrkreise IV (Dresden) und VI (Münster). Das Artillerie-Regiment 101 wurde nach Aufstellung eines Stabes mit der Nummer 150 Teil der nunmehr aufgestellten Artillerie-Abteilung 150. Hierzu wurden auch die bisherigen leichten Heeres Artillerie Abteilungen 742 (WK IV Dresden), 743 (WK IV Dresden) und 748 (WK VIII Breslau) verwendet. In diesem Zug wurden alle Divisionseinheiten, abgesehen von der NA und dem Pio Btl., welche die Nr. 71 behielten, fortan mit der Nummer 150 geführt.

### Frankreichfeldzug
Vor Beginn des Frankreichfeldzug wurde die Division als Reserve des OKH in den Raum Ludwigsburg in Baden-Württemberg verlegt. Hier lag die Division bis in den Mai 1940, als die Unterstellung bei der 9. Armee erfolgte. Erst im zweiten Teil des Westfeldzuges wurde die Division zum Einsatz gebracht. Bei Bourg griff der Verband über den Oise-Aisne-Kanal hin an und ging nach Überschreiten der Aisne in südlicher Richtung vor. Der Vorstoß brachte den Verband in den Raum Gosne a.d. Loire.
Nach Abschluss der Kämpfe erfolgte die Verlegung in den Warthegau. Ab September 1940 war die Division Besatzungstruppe in Polen und war erst der 4. und dann der 12. Armee unterstellt. In dieser Zeit, am 5. September 1940, erhielt die Division als IV./ AR 150 das ehemalige IV./ AR 213 und die bisherige AA 217 als neue AA 150. Die Radfahr-Schwadron wurde in die AA 150 eingegliedert.

### Balkanfeldzug

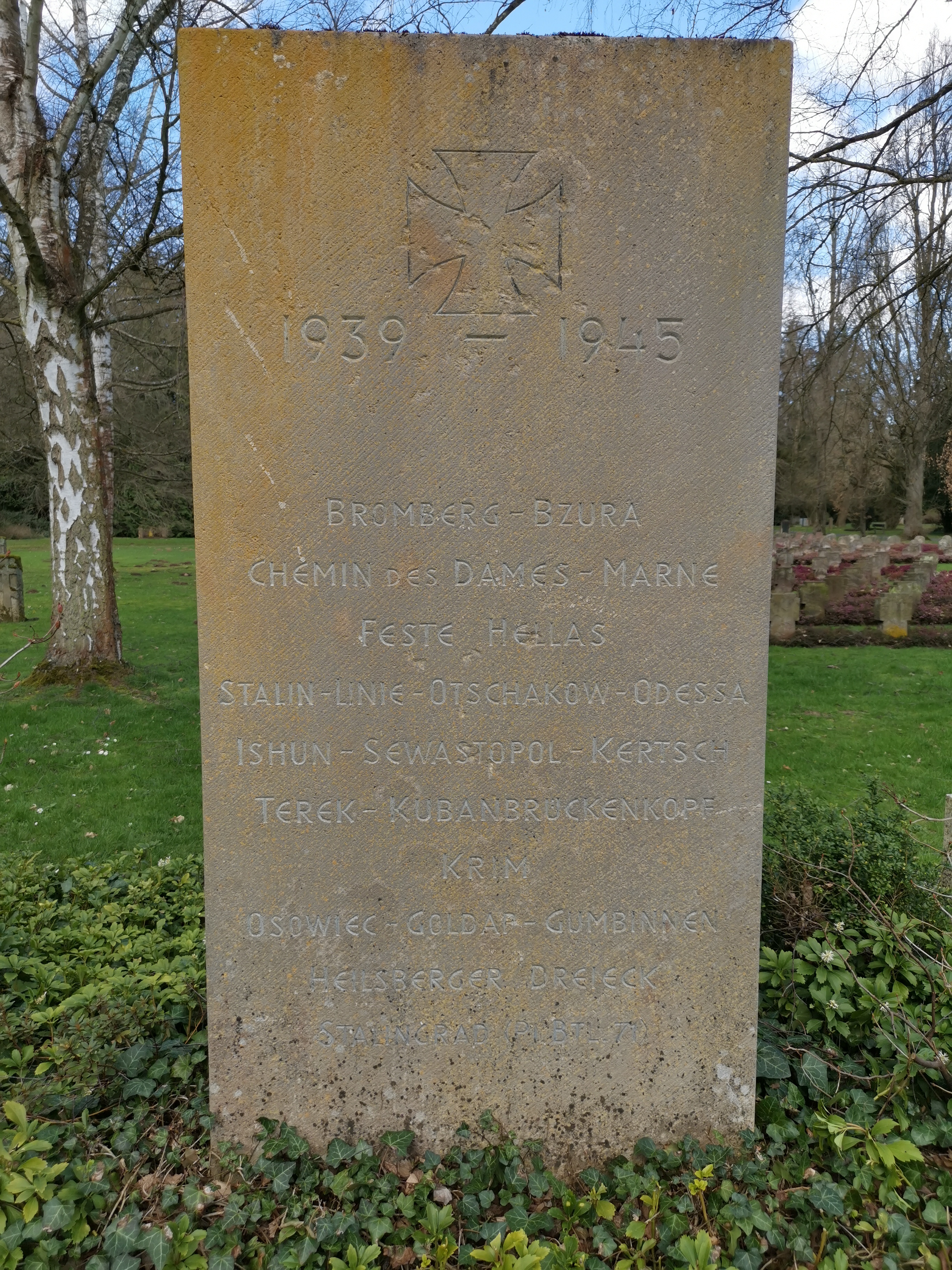
Divisionsdenkmal Rückseite

Im Januar 1941 erfolgte im Rahmen der 12. Armee die Verlegung auf den Balkan. Offiziell als Lehrtruppen getarnt wurde die Division nach Bulgarien verlegt. In Vorbereitung des Feldzuges gegen Griechenland und Jugoslawien bildete die Division den linken Flügel der 12. Armee. Beim Angriff auf Griechenland stieß die Division am 6. April 1941 auf die befestigten Stellungen der „Metaxas-Linie“. Nach den Kämpfen zum Durchbruch durch diese Stellungslinie marschierte die Division über die Städte Komotino, Sostis, Xanthi nach Toxote am Nestos. Bis zum Waffenstillstand im Mai verblieb die Division im Raum Toxote.
Im Juni wurde die Division der 11. Armee unterstellt, welche in Rumänien für den Angriff auf die Sowjetunion Truppen zusammenzog und die Verbände einwies. Die Bereitstellung der Division erfolgte im Raum südlich Husi am westlichen Ufer des Pruth.

### Unternehmen Barbarossa
Ab Juni 1941 war die Division am Angriffskrieg gegen die Sowjetunion beteiligt. Als Teil des LIV. Armeekorps marschierte sie mit dem rumänischen III. Korps bis zum 20. Juli durch Bessarabien bei Tiraspol zum Dnjestr vor. Die Halbinsel Krim bedrohte die rechte Flanke der deutschen Ostfront, da es der Roten Armee möglich war, der Südfront permanent neue Reserven über das Schwarze Meer zuzuführen. Nach dem Vormarsch über Nikolajew zum Dnjepr bei Cherson wurde als Voraussetzung für die folgenden Operationen in die Krim, ein südlicher Brückenkopf geschaffen. Die 50. ID war zusammen mit der 46. ID und 73. ID auf der sieben Kilometer breiten Landenge von Perekop angesetzt. Die sowjetische 51. Armee verteidigte im Oktober 1941 mit tiefgestaffelten Verteidigungssystemen den Eingang auf die Halbinsel, der zahlreiche Opfer forderte. Nach größeren Geländegewinnen deutscher Verbände konzentrierte sich die sowjetische Abwehr im November 1941 auf Sewastopol, Feodossija und Kertsch.

### Sewastopol
Das LIV. Armeekorps sollte mit der 50. ID und 132. ID in südliche Richtung direkt auf Sewastopol vorstoßen und die schwer befestigte Stadt in einem Überraschungsangriff erobern. Der Widerstand der Roten Armee nahm in den zahlreichen Forts und Bunkeranlagen im Norden der Stadt massiv zu. Im Dezember 1941 begann die erste Schlacht um Sewastopol, die erst im Juni 1942 entschieden wurde. Während der zweiten Kampagne auf der Krim (Juni 1942) war die 50. ID. auch wesentlich an der Eroberung Sewastopols beteiligt.

### Kaukasus
Nach Einnahme der Hafenstadt marschierte die 50. ID. über die Kertsch in die Kuban-Region ein und beteiligte sich an den Kämpfen der 17. Armee im westlichen Kaukasus. Nach einjährigem Stellungskrieg im Kuban-Brückenkopf kehrte die 50. ID im Oktober 1943 auf die Krim zurück und wurde im Mai 1944 in Sewastopol vernichtet.

### Neuaufstellung 1944 und Kapitulation
Aus Überlebenden der Krimschlacht und neuen Rekruten wurde die Division in Ostpreußen neu aufgestellt. Die Reste der 50. ID kämpften in der Kesselschlacht von Heiligenbeil im März 1945, bis sie schließlich in Pillau in sowjetische Kriegsgefangenschaft gerieten. Zur Kapitulation hatte der Kommandeur des Grenadier-Regiments 121, Oberst Ribbert, die Divisionsführung inne.

### Veteranen
Nach dem Krieg wurde von Generalmajor a. D. Günther Meinhold und anderen ehemaligen Soldaten in Göttingen die Traditionsgemeinschaft der 50. Infanterie-Division gegründet, zu deren Ehrenvorsitzendem er gewählt wurde; sie kümmerte sich um das Schicksal der überlebenden Soldaten sowie der Hinterbliebenen von Gefallenen und verfasste die Divisionsgeschichte. Auch wurde in Göttingen ein Divisionsdenkmal errichtet.

## Personen
| Dienstzeit                             | Dienstgrad                          | Name                     |
| -------------------------------------- | ----------------------------------- | ------------------------ |
| 1. September 1939 bis 25. Oktober 1940 | Generalleutnant                     | Konrad Sorsche           |
| 25. Oktober 1940 bis 23. Januar 1942   | Generalleutnant                     | Karl-Adolf Hollidt       |
| 31. Januar bis 1. März 1942            | Generalleutnant                     | August Schmidt           |
| 1. März 1942 bis Juni 1943 (†)         | Oberst/Generalmajor/Generalleutnant | Friedrich Schmidt        |
| Juni 1943                              | Oberst                              | Hermann Boehme           |
| Juni 1943 bis 30. April 1944           | Generalleutnant                     | Friedrich Sixt           |
| 30. April bis 9. Mai 1944              | Generalleutnant                     | Paul Betz                |
| 9. Mai bis 5. Juni 1944                | Generalmajor                        | Alexander von Pfuhlstein |
| 5. Juni 1944 bis 18. April 1945        | Oberst/Generalmajor                 | Georg Haus               |
| 18.–28. April 1945 (†)                 | Generalmajor                        | Kurt Domansky            |
| 28. April 1945                         | Oberst                              | Ribbert                  |

| Dienstzeit                            | Dienstgrad     | Name             |
| ------------------------------------- | -------------- | ---------------- |
| 26. August bis 5. November 1939       | Oberstleutnant | Karl Jank        |
| 5. November 1939 bis 1. November 1940 | Major          | Stange           |
| 1. November 1940 bis Januar 1942      | Major          | Karl Marten      |
| 6. Januar bis 4. März 1942            | Oberstleutnant | Helmuth Strempel |
| 4. März 1942 bis 5. Juni 1944         | Oberstleutnant | Konrad Stephanus |
| 5. Juni bis 5. Oktober 1944           | Oberstleutnant | Günther Braun    |
| 5. Oktober 1944 bis Mai 1945          | Major          | Horst Rätsch     |
|                                       |                |                  |

### Auszeichnungen
Insgesamt wurden an die Angehörigen der 50. ID 27 Ritterkreuze und 110 Deutsche Kreuze in Gold verliehen.

## Vergleichende Gliederung
| 1939                       | 1942                      | 1943–1945                 |
| -------------------------- | ------------------------- | ------------------------- |
| Infanterie-Regiment 121    | Grenadier-Regiment 121    | Grenadier-Regiment 121    |
| Infanterie-Regiment 122    | Grenadier-Regiment 122    | Grenadier-Regiment 122    |
| Infanterie-Regiment 123    | Grenadier-Regiment 123    | Grenadier-Regiment 123    |
| Artillerie-Regiment 150    |                           |                           |
| Pionier-Bataillon 71       |                           |                           |
| Panzerabwehr-Abteilung 150 | Panzerjäger-Abteilung 150 | Panzerjäger-Abteilung 150 |
| Nachrichten-Abteilung 71   |                           |                           |
| Versorgungseinheiten 354   | Versorgungseinheiten 150  | Versorgungseinheiten 150  |
| --                         | Aufklärungs-Abteilung 150 | Füsilier-Bataillon 150    |
| --                         | Feldersatz-Bataillon 150  | Feldersatz-Bataillon 150  |

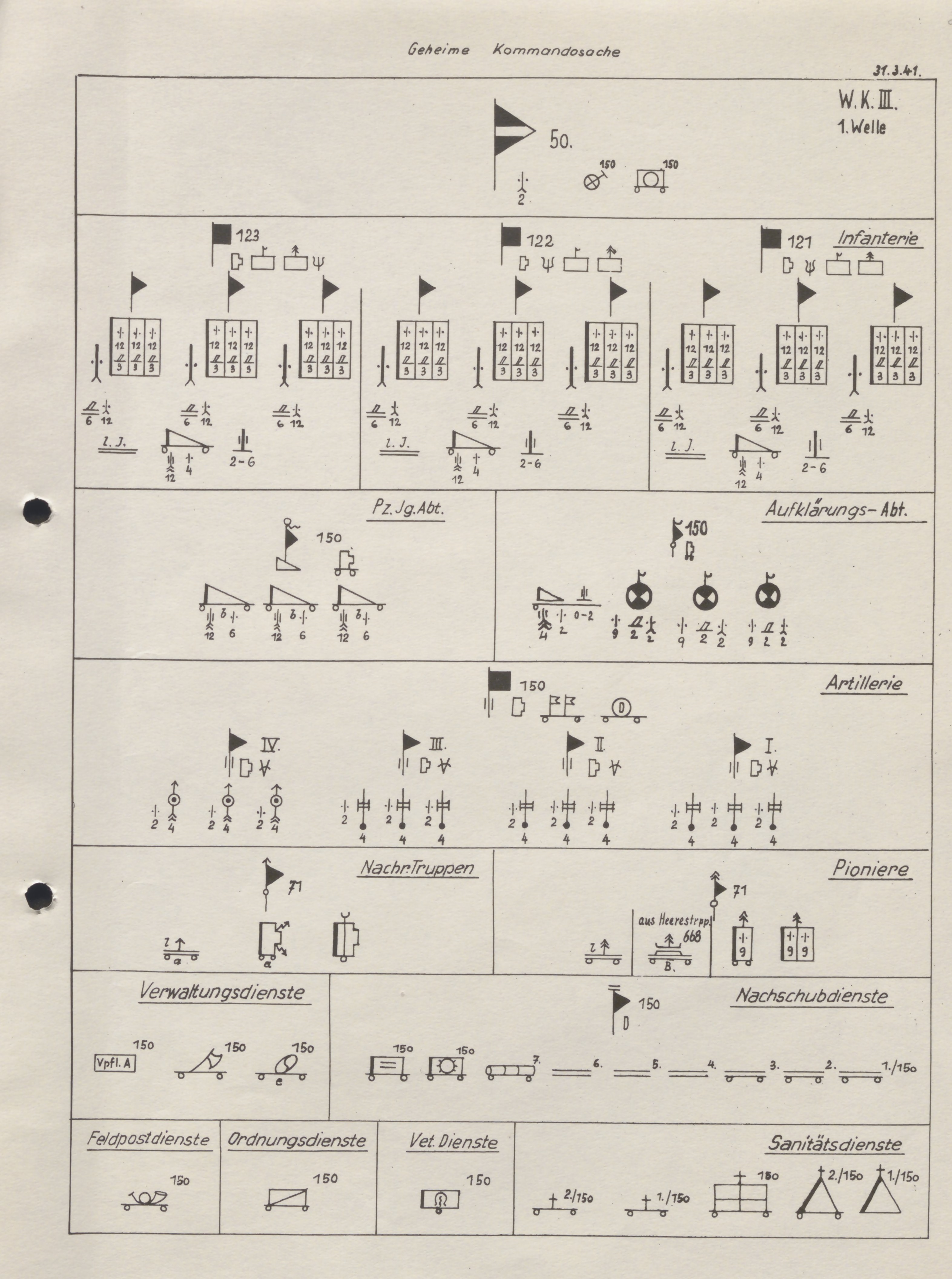
Gliederung der 50. Inf. Div. am 31. März 1941, taktische Zeichen

Das Artillerie-Regiment 150 bestand im Jahr 1939 aus den leichten Artillerie-Abteilungen 742, 743 und 748. Ab 1942 wurden daraus die Artillerie-Abteilungen I bis IV.